# فيليسيت
فيليسيت Félicette (
تنطق بالفرنسية: [fe.liː.sɛt]
) هي أول قطة ترسل إلى الفضاء الخارجي. حيث أطلقت في 18 تشرين الأول (أكتوبر) عام 1963، في بعثة تابعة للحكومة الفرنسية، وهي القطة الوحيدة التي بقيت على قيد الحياة بعد إرسالها إلى الفضاء؛ أطلقت قطة أخرى في 24 تشرين الأول (أكتوبر)، إلا أن المهمة فشلت وأسفرت عن موت القطة.
وضعت صورة فيليسيت على طوابع البريد في العديد من دول العالم، وفي عام 2017 أطلقت حملة لجمع تمويل لإقامة نصب تذكاري لها.

## الحيوانات الأولى التي سبقت الإنسان إلى الفضاء
في 3 تشرين الثاني (نوفمبر) عام 1957، أرسل السوفييت الكلبة لايكا إلى الفضاء على متن سبوتنك 2. وقد كانت كلبة ضالة وجدت في شوارع موسكو. ماتت لايكا في الفضاء، لكنها كانت أول حيوان يتم إطلاقه في الفضاء ويدور حول الأرض. في 31 كانون الثاني (يناير) 1961، أصبح هام الشمبانزي أول القرود العليا التي تطلق إلى الفضاء وكان ذلك ضمن مشروع ميركوري. في29 تشرين الثاني (نوفمبر) 1961، أصبح الشيمبانزي إنوس أول قرد وثالث الرئيسيات بعد يوري جاجارين وجيرمان ستيبانوفيتش تيتوف الذي يمكن دورة حول الأرض. حيث دار حول الأرض لمدة ساعة و28 دقيقة، نجا إنوس من الرحلة وتمكن من دخول الغلاف الجوي.

## البعثة

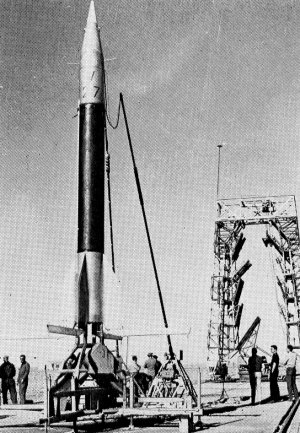
French صاروخ تجارب similar to that which carried Félicette

كانت فليسيت قطة ضالة ذات لونين أبيض وأسود، عثر عليها تاجر حيوانات أليفة في شوارع باريس، ثم اشترتها لاحقاً الحكومة الفرنسية. كان لدى الفرنسيين 14 قطة للتدريب (في الأجهزة كأجهزة الطرد المركزي والغرف عالية الضغط) عام 1963. تم تدريب الحيوانات في مركز الدراسات والأبحاث الطبية
. أثناء الاختبارات، وضعت لجميع القطط أقطاب كهربائية دائمة في أدمغتها لتقييم النشاط العصبي.
في الساعة 8:09 صباحاً من يوم 18 تشرين الأول (أكتوبر) 1963 أرسلت فيليست إلى الفضاء من موقع مركز اختبارات الفضاء المشتركة في الجزائر على متن الصاروخ فيرونيك AGI 47 (المصنوع في فيرنون، هوت نورماندي). يشار إلى أن صواريخ فيرونك تعود لعائلة من الصواريخ الألمانية المجمعة من الحرب العالمية الثانية، وقد تمّ تطوير فيرونيك أيه جي آي بمناسبة السنة الجيوفيزيائية الدولية عام 1957 لأغراض البحث البيولوجي. ومن أصل خمسة عشرة صاروخاً تم تطويرها من طراز فرونيك أيه جي آي، كانت 7 منها فقط مؤهلة لحمل الحيوانات الحية.
كانت البعثة عبارة عن رحلة شبه مدارية، واستمرت لمدة 13 دقيقة، حيث وصل الصاروخ لارتفاع 157 كيلو متراً، شملت 5 دقائق من انعدام الوزن. أعيدت فيليسيت بأمان بعد أن أعيدت الكبسولة إلى الأرض بواسطة المظلة. لكن القطة قُتلت بعد ثلاثة أشهر حتى يتمكن العلماء من فحص دماغها.
أرسلت قطة ثانية إلى الفضاء في 24 تشرين الثاني (أكتوبر)، إلا أنها ماتت عندما انفجر الصاروخ أثناء صعوده إلى الفضاء.